# Dhendró
Dhendró (Dendro) är en ort i Grekland.   Den ligger i prefekturen Nomós Korinthías och regionen Peloponnesos, i den centrala delen av landet, 100 km väster om huvudstaden Aten. Dhendró ligger 620 meter över havet och antalet invånare är 144.
Terrängen runt Dhendró är kuperad österut, men västerut är den bergig. Runt Dhendró är det ganska glesbefolkat, med 28 invånare per kvadratkilometer. Närmaste större samhälle är Kiáto, 19,5 km öster om Dhendró. 